# Valkiajärvi (sjö i S:t Michel, Södra Savolax)
Valkiajärvi är en sjö i kommunen S:t Michel i landskapet Södra Savolax i Finland. Arean är 46 hektar och strandlinjen är 3,83 kilometer lång. Sjön  ingår i Vuoksens huvudavrinningsområde.   Den ligger omkring 16 kilometer öster om S:t Michel och omkring 220 kilometer nordöst om Helsingfors. 